# Laura Cayouette
Laura Cayouette (* 11. Juli 1964 in Laurel, Maryland) ist eine amerikanische Schauspielerin, Drehbuchautorin und Filmproduzentin.

## Leben und Karriere
Cayouette hat Kreatives Schreiben und Anglistik an der University of South Alabama studiert und mit dem Master abgeschlossen. Sie unterrichtete Englisch am Prince George’s Community College, bevor sie Schauspielerin wurde. Ihre erste Rolle war 1995 in dem Fernsehkurzfilm Present Tense, Past Perfect. Seither war sie in zahlreichen Kinofilmen zu sehen, darunter Quentin Tarantinos Filme Kill Bill – Volume 2 (2004) und Django Unchained (2012). Auch in mehreren Serien wirkte sie mit. Dazu zählen Friends, JAG – Im Auftrag der Ehre und True Detective.

## Filmografie (Auswahl)
| Film - 1996: Jahre der Zärtlichkeit – Die Geschichte geht weiter (The Evening Star) - 1997: Lovelife - 1998: Jagabongo – Eine schrecklich nette Urwaldfamilie (Krippendorf's Tribe) - 1998: Der Staatsfeind Nr. 1 (Enemy of the State) - 1999: Aus Liebe zum Spiel (For the Love of the Game) - 2000: Meeting Daddy - 2000: Baby Luv - 2001: Anarcadium - 2004: Kill Bill – Volume 2 (Kill Bill: Vol. 2) - 2005: Daltry Calhoun - 2007: Plane dead – Flug in den Tod (Flight of the Living Dead: Outbreak on a Plane) - 2008: Hell Ride - 2008: The Appearance of Things - 2011: Never Back Down 2: The Beatdown - 2011: Green Lantern - 2011: Brawler - 2012: Abraham Lincoln Vampirjäger (Abraham Lincoln: Vampire Hunter) - 2012: Django Unchained - 2013: Die Unfassbaren – Now You See Me (Now You See Me) - 2014: American Heist - 2014: Left Behind - 2014: The Loft - 2014: Student Bodies - 2015: Beginner’s Guide to Sex - 2016: Cold Moon - 2016: L’estate addosso - 2016: Inadmissible - 2017: Camera Store - 2017: The Sickroom - 2017: Born Again Dead - 2017: Hate Crime - 2018: Bad Stepmother - 2020: American Reject - 2021: One Month Out - 2023: Off Ramp - 2023: The Dirty South - 2025: Bone Face | Fernsehen - 1995: Present Tense, Past Perfect (Kurzfilm) - 1996: The Larry Sanders Show (Fernsehserie, eine Episode) - 1996: Flippers neue Abenteuer (Fernsehserie, eine Episode) - 1997: Friends (Fernsehserie, eine Episode) - 1999: Fantasy Island (Fernsehserie, eine Episode) - 1999: Diagnose – Mord (Diagnosis Murder, Fernsehserie, eine Episode) - 1999: Nash Bridges (Fernsehserie, eine Episode) - 1999: Martial Law – Der Karate-Cop (Martial Law, Fernsehserie, eine Episode) - 2000: Pretender (Fernsehserie, eine Episode) - 2000: JAG – Im Auftrag der Ehre (JAG, Fernsehserie, eine Episode) - 2012–2013: Treme (Fernsehserie, 2 Episoden) - 2014: True Detective (Fernsehserie, eine Episode) - 2015: Zombie Shark (Fernsehfilm) - 2016: Ozark Sharks (Fernsehfilm) - 2017–2022: Queen Sugar (Fernsehserie, 6 Episoden) - 2018: Bad Stepmother (Fernsehfilm) - 2019: Hot Date (Fernsehserie, 2 Episoden) - 2021: The Premise (Fernsehserie, eine Episode) |